# Maria Stefania Marino
Maria Stefania Marino (Enna, 5 gennaio 1969) è una politica italiana.

## Biografia
Ha conseguito il diploma di maturità all'Istituto tecnico commerciale nel 1988 e la laurea triennale presso l'Università Kore di Enna nel 2021, dal 1996 risulta impiegata nell'Azienda sanitaria provinciale di Enna e dal 2017 nel dipartimento di prevenzione veterinaria.
Alle elezioni amministrative del 2015 si candida al consiglio comunale di Enna, tra le liste di Enna Democratica a sostegno del candidato sindaco del centro-sinistra Vladimiro Crisafulli, risultando eletta consigliera comunale. Alle successiva tornata elettorale del 2020 viene confermata consigliera comunale, tra le liste del Partito Democratico (PD) a sostegno del candidato indipendente Dario Cardaci, divenendo capogruppo del PD in consiglio comunale e rimanendo in carica fino alle dimissioni il 22 ottobre 2022.
Alle elezioni primarie del PD del 2017 ha sostenuto la mozione di Andrea Orlando, Ministro della giustizia e uno dei principali esponenti dell’area socialdemocratica del PD, venendo eletta nell'Assemblea Nazionale del partito.
Alle elezioni politiche anticipate del 2022 viene candidata alla Camera dei deputati, tra le liste del Partito Democratico - Italia Democratica e Progressista nel collegio plurinominale Sicilia 2 - 01 come capolista, risultando eletta deputata. Nella XIX legislatura è componente della 13ª Commissione Agricoltura, della Giunta delle elezioni e della Commissione parlamentare d'inchiesta sulle attività illecite connesse al ciclo dei rifiuti e su altri illeciti ambientali e agroalimentari.